# Катал мак Муйредайг
Катал мак Муйредайг (др.‑ирл. Cathal mac Muiredaig; умер в 735) — король Коннахта (728—735) из рода Уи Бриуйн.

## Биография
Катал был одним из сыновей правителя Коннахта Муйредаха Муллетана, умершего в 702 году, и Кат из племени Корко Куллу. Его братом был коннахтский король Индрехтах мак Муйредайг. Катал принадлежал к септу Сил Муйредайг, одной из частей Уи Бриуйн Ай. Земли Уи Бриуйн находились на равнине Маг Ай, располагаясь вокруг древне-ирландского комплекса Круахан.
Катал мак Муйредайг получил коннахтский престол в 728 году, после смерти Домналла мак Келлайга. По свидетельству поэмы о королях Коннахта, Келлах силой захватил власть в королевстве. Из двух средневековых списков правителей Коннахта — в «Лейнстерской книге» и трактате «Laud Synchronisms» — Катал упоминается только в первом. Однако здесь время его правления ошибочно помещено между правлениями королей Муйредаха Муллетана и Домналла мак Катайла.
О правлении Катала мак Муйредайга известно не очень много. Согласно ирландским анналам, в 732 году между коннахтцами произошло сражение, в котором погиб Муйредах мак Индрехтайг, племянник Катала. Сам король скончался в 735 году. Новым правителем Коннахта стал ещё один его племянник — Аэд Балб.
Сыновьями Катала мак Муйредайга были Дуб-Индрехт, Дуб-Дибейргг (умер в 787 году), Фогартах и Артгал. Из них Дуб-Индрехт и Артгал, также как и их отец, были королями Коннахта. Потомки Катала, известные как род Сил Катайл, владели землями на территории современного графства Роскоммон.